# Place Gabriel-Trarieux
La place Gabriel-Trarieux est une place publique de Nantes, en France.

## Situation et accès
Située à mi-parcours du boulevard de Doulon, à la limite des quartiers Malakoff - Saint-Donatien et Doulon - Bottière, la place assure la jonction de ce dernier avec la rue de la Ville-en-Pierre, la rue Parmentier et le boulevard Louis-Millet.
L'est de la place présente le chevet de l'église Notre-Dame-de-Toutes-Aides, tandis qu'au nord-est, une grille encadrée de deux pavillons marque l'entrée du parc de Broussais.

## Origine du nom
Elle rend hommage à Gabriel Trarieux, homme de lettres, fils de Ludovic Trarieux, le fondateur et premier président de la Ligue française des Droits de l'Homme.

## Historique
En 1852, les Frères de l'instruction chrétienne de Ploërmel installent un pensionnat sur la commune de Doulon au lieu-dit de la « Papotière » proche du bourg. Le site étant vite devenu trop exigu, les religieux déménagent le 23 février 1861 dans de nouveaux locaux situés au village des Roches au nord-est de la place. Le pensionnat compte en 1867 déjà plus de 250 élèves. L'amélioration des moyens de transport (train et tramway), ainsi que la renommée de l'établissement gonfleront encore les effectifs, jusqu'à la fermeture du pensionnat et le départ des Frères de Ploërmel après la promulgation de la loi de séparation des Églises et de l'État en 1902.
Par la suite, l'ancien pensionnat devient l'« hôpital militaire Broussais ». En 1911, on décide l'aménagement de la place à la suite de l'achat par la ville de Nantes d'une parcelle de terrain appartenant à Mlle et M. Boucher de la Ville Jossy, située à l'angle du « boulevard de la Mairie » (actuel boulevard Louis-Millet) et du boulevard de Doulon.
Son nom actuel lui a été attribué par délibération du conseil municipal du 30 novembre 1936. 
En 1984, l'hôpital militaire ferme ses portes et une partie de ses bâtiments sont rasés pour laisser la place à des logements. Le parc de l'ancien pensionnat est ouvert au public, tandis que les anciens bâtiments n'ayant pas été démolis abritent désormais un CREPS.
À l'orée 2014-2020, il est prévu la mise en service du Chronobus C10 qui devrait remplacer la ligne de bus 70 de la Semitan, l'une de celles qui assurent la desserte de la place.